# Самусик, Роман Васильевич
Роман Васильевич Самусик (укр. Роман Васильович Самусік; 6 июля 1993, Луцк — 1 августа 2024, Белогорье) — украинский военнослужащий, подполковник, участник российско-украинской войны. Герой Украины (2025, посмертно).

## Биография
Родился 6 июля 1993 года в городе Луцк. В 2011 году окончил Луцкое высшее профессиональное училище по специальности «оператор компьютерного набора, учётчик бухгалтерских данных».
Службу в Национальной гвардии Украины проходил по контракту. Был командиром группы снайперов 4-го отдельного отряда специального назначения «Омега».
1 августа 2024 года, во время выполнения боевого задания по защите территориальной целостности и независимости Украины, погиб, спасая раненого товарища в районе села Белогорье Пологовского района Запорожской области.
Похоронен 4 августа 2024 года на городском кладбище в селе Гаразджа Луцкого района.

## Награды
- Звание «Герой Украины» с удостоением ордена «Золотая Звезда» (26 февраля 2025, посмертно) — за личное мужество и героизм, проявленные в защите государственного суверенитета и территориальной целостности Украины, верность военной присяге[2].